# Hermandad de la Quinta Angustia (Córdoba)
La Hermandad Sacramental y Cofradía de Nazarenos Mercedarios del Santísimo Cristo de la Merced, Nuestro Padre Jesús en su Soberano Poder, María Santísima de la Quinta Angustia y Nuestra Señora de la Merced, es una hermandad de culto católico de la ciudad de Córdoba. Tiene su sede canónica en la Iglesia de Nuestra Señora de la Merced y sus imágenes se encuentran en la primera capilla del lado de la Epístola. En la actualidad, el único acto penitencial de la Cofradía es el ejercicio del Vía Crucis presidido por la imagen de su Titular cristífero en la tarde-noche del Miércoles de Pasión.

## Historia
La corporación se funda en el año 2011, en la Iglesia de Nuestra Señora de la Merced, propiedad de la Diputación Provincial de Córdoba. En el año 2013 bendice a su titular mariana y, al año siguiente, tiene que trasladarse provisionalmente a la Parroquia de San Miguel por las obras de conclusión de la restauración de su sede. En 2019 llega su titular cristífero y realiza su primer ejercicio del Vía Crucis, llegando hasta la Iglesia de San Miguel.
La corporación vio aprobados sus estatutos el 14 de octubre de 2020 y durante el verano de 2021 organizó una exposición en el  Oratorio de San Felipe Neri con motivo de su décimo aniversario.
En dicha exposición se presentó el hábito nazareno, de marcado carácter mercedario, y parte del guion procesional. 
2023 sería un año de inflexión en la corta historia de la Hermandad. Para empezar, sería el primer año en el que la imagen de Jesús Soberano fue portado en un paso procesional llevado por costaleros. No obstante, lo más destacado fue la celebración del X Aniversario de la llegada de la imagen de María Santísima de la Quinta Angustia, por la que tuvieron lugar un sinfín de actos, los cuales culminaron el 16 de junio con una Salida Extraordinaria de su Titular mariana.  Por el contrario, la negativa de la Agrupación de Cofradías a la entrada de la corporación en el organismo mayor de las Hermandades cordobesas supuso una adversidad para los pasos a seguir de la corporación. Afortunadamente, poco después se admitiría su entrada. 
En el ejercicio del Vía Crucis del Miércoles de Pasión del año 2024, la Cofradía llevó por primera vez a su Titular hasta la Santa Iglesia Catedral, donde realizó Estación de Penitencia ante el Santísimo. En esta ocasión, a su paso por la Iglesia del Salvador y Santo Domingo de Silos, la Agrupación Musical de la Redención de Córdoba, realizó una ofrenda musical a la imagen cristífera, algo que la Hermandad agradeció con posterioridad. Además, se hizo evidente el crecimiento patrimonial de la corporación, produciéndose en la salida el estreno del Libro de Reglas, maniguetas y un nuevo llamador en el paso de salida, e incensarios. 
En la actualidad, la intención de la Hermandad es incorporarse al grupo de corporaciones vísperas que procesionan el Sábado de Pasión en el año 2025, para posteriormente promover su incorporación a la Semana Santa de Córdoba para el año 2029. 

## Imágenes Titulares
- Nuestro Padre Jesús en su Soberano Poder

La imagen representa a Jesús con la cruz a cuestas y es una obra de talla completa para vestir de los imagineros Juan Jiménez y Pablo Porra, siendo bendecida en la Cuaresma del año 2019. Es la única talla de la Hermandad que es procesionada en la actualidad.

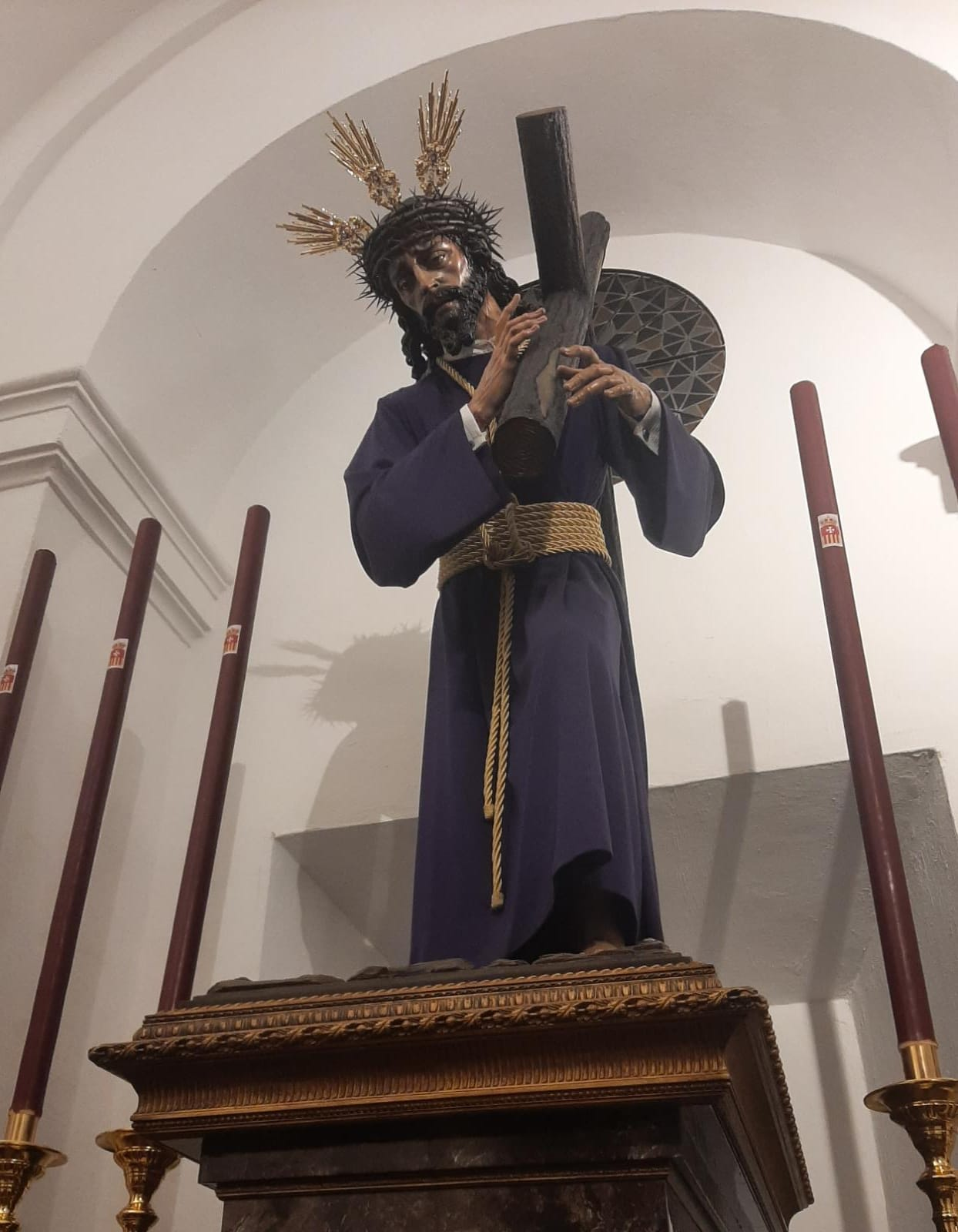
Jesús en su Soberano Poder.

- María Santísima de la Quinta Angustia

María Santísima de la Quinta Angustia es una imagen para vestir realizada por Juan Jiménez y Pablo Porras en el año 2013.
- Santísimo Cristo de la Merced

Es una talla anónima del siglo XIV, de estilo gótico. Representa a Cristo muerto en la cruz. La imagen ha sobrevivido a tres incendios, el último el de la propia Iglesia de la Merced en 1978. Es propiedad de la Diputación Provincial.
- Nuestra Señora de la Merced

Es una obra atribuida a Alonso Gómez de Sandoval sobre el año 1745. Preside el retablo de la iglesia homónima y es propiedad de la Diputación Provincial.

## Música
- Paso de Nuestro Padre Jesús en su Soberano Poder. Va acompañado por una capilla musical a la ida y por la Agrupación Musical Nuestro Padre Jesús de la Redención de Córdoba en el recorrido de vuelta.

### Patrimonio Musical
- Quinta Angustia de Córdoba, compuesta por D. Manuel Marvizón Carvallo (2018).

## Salida procesional
| Predecesor: La Bondad | Orden de salida (Vísperas) Segundo lugar | Sucesor: La Salud de Puerta Nueva |